# أبيل رويز
أبيل رويز (بالإسبانية: Abel Ruiz)‏ (28 يناير 2000 في إسبانيا - ) هو لاعب كرة قدم إسباني في مركز الهجوم. لعب مع نادي برشلونة.

## وصلات خارجية
- أبيل رويز على موقع الاتحاد الأوربي (الإنجليزية)
- أبيل رويز على موقع إي إس بي إن إف سي (الإنجليزية)
- أبيل رويز على موقع قاعدة بيانات كرة القدم.إي يو (الإنجليزية)
- أبيل رويز على موقع ليكيب (الفرنسية)
- أبيل رويز على موقع ناشيونال فوتبول تيمز (الإنجليزية)
- أبيل رويز على موقع Soccerbase.com (لاعب) (الإنجليزية)
- أبيل رويز على موقع Soccerway.com (الإنجليزية)
- أبيل رويز على موقع عالم كرة القدم.نت (الإنجليزية)
- أبيل رويز على موقع AS.com (الإسبانية)